# 地獄之門水道
62°40′20.3″S 61°10′46.4″W / 62.672306°S 61.179556°W

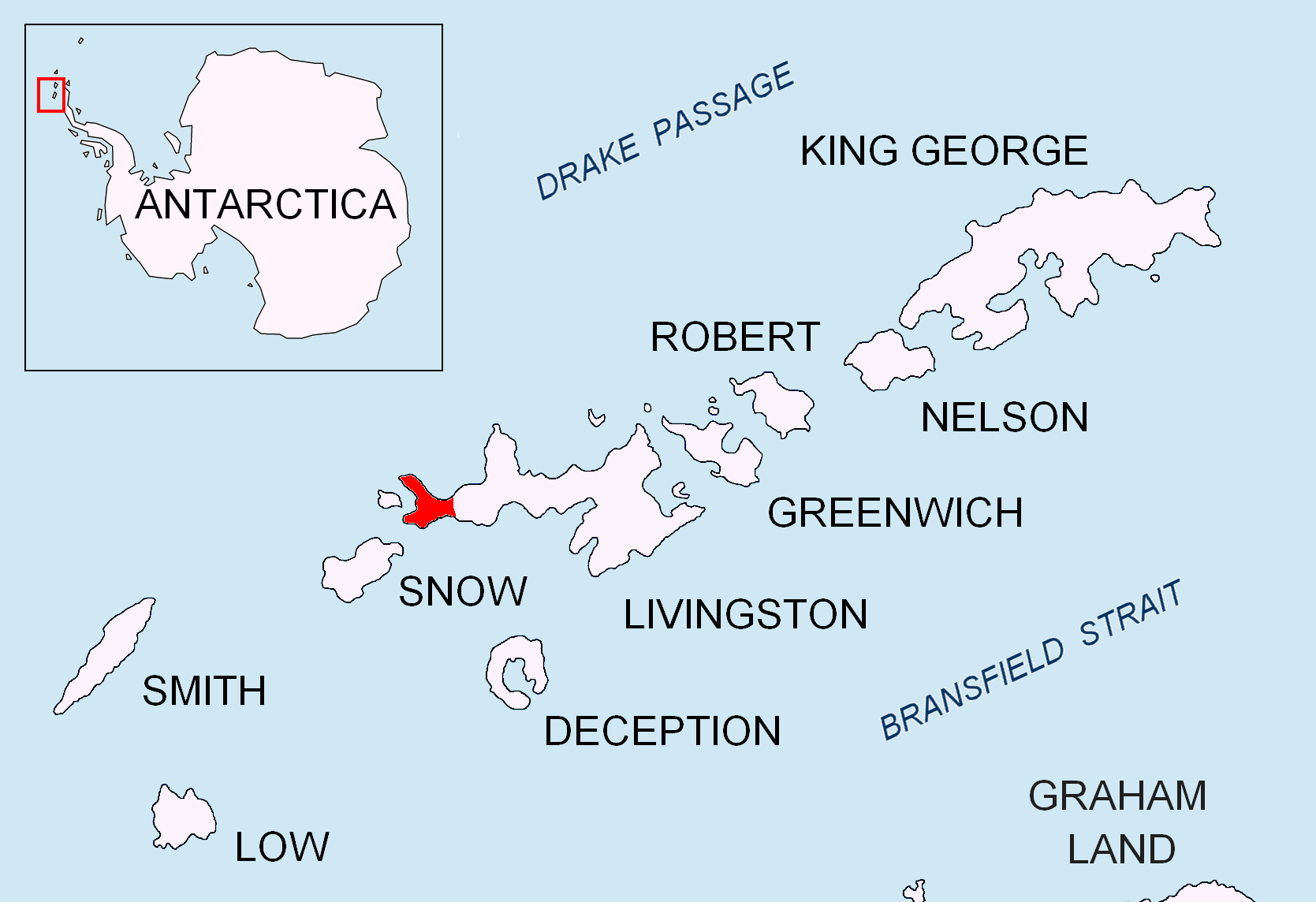
位於南設得蘭群島的利文斯頓島上的拜爾斯半島

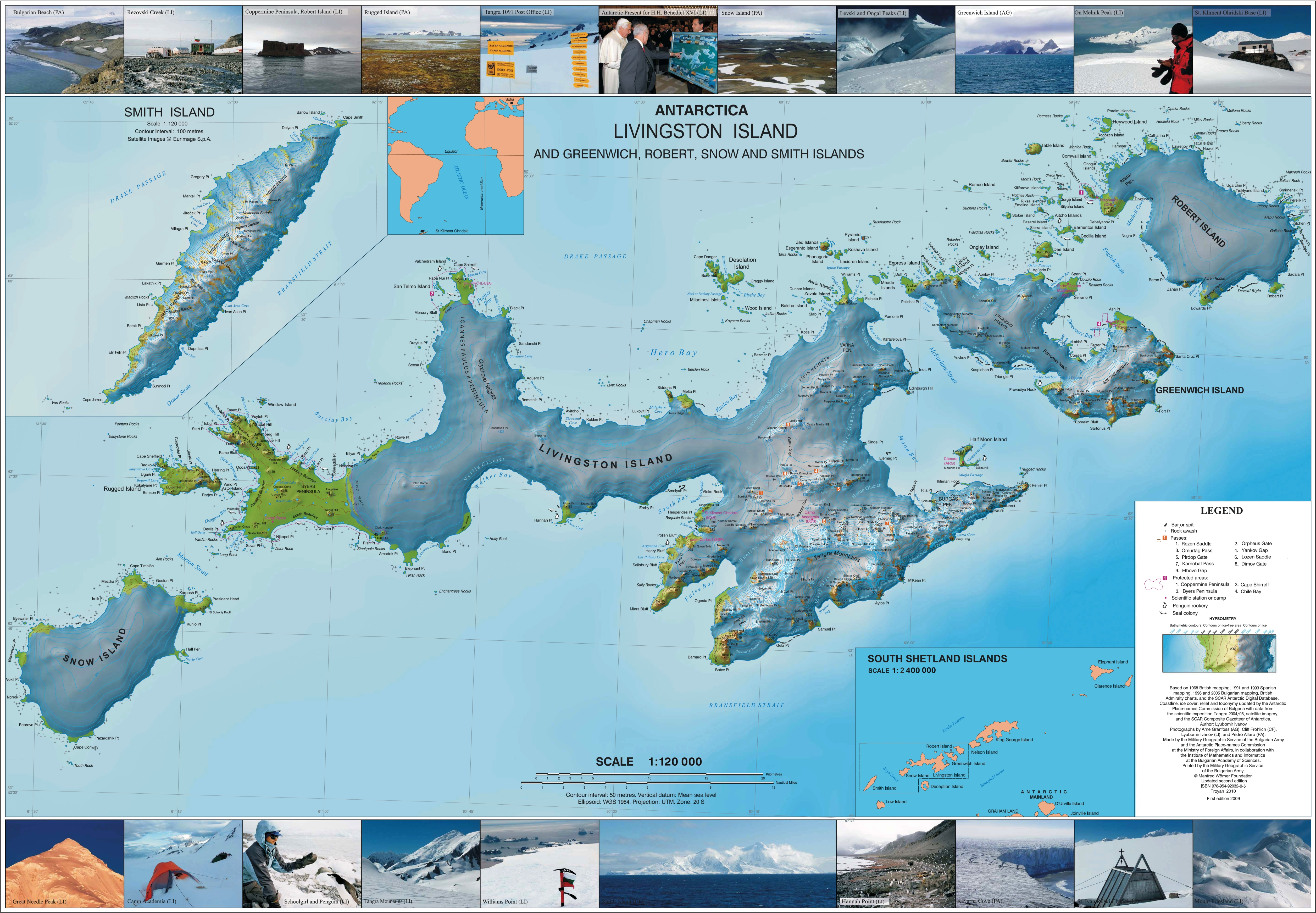
利文斯頓島、格林尼治島、羅伯特島、雪島及史密斯島的地形圖

地獄之門水道（英語：Hell Gates）是一條狹窄（20米寬）的水道，位於拜爾斯半島的瓦爾迪姆岩與德維爾斯角之間，連接位在南極洲南設得蘭群島利文斯頓島西南末端的拉斯庫波里斯灣與奧索戈沃灣。這個名字的歷史可以追溯到大約1821年，由該地區早期從事海豹狩獵的人使用此名稱，因為這裡失去了許多生命和船隻。